# Nueva Barag Derecha
Nueva Barag Derecha (en chino:新巴尔虎右旗, en pinyin: Xīn Bā'ěrhǔ Zuǒqí; en mongol: Син-э Бару Жэгүн қосиу ), también conocida con el nombre chino Ba'erhu (巴尔虎) es una pueblo rural bajo la administración directa de la ciudad-prefectura de Hulun Buir en la Región Autónoma de Mongolia Interior, República Popular China. La ciudad yace al norte de los montes Gran Khingan a una altura que va desde los 900 a 1300 m s. n. m. y es bañada por el río Argún.  Con una superficie de 25 102 kilómetros cuadrados, es la sexta ciudad más grande a nivel de condado en China con una población de 40 milhabitantes.

## Etimología
El nombre Barag (巴尔虎) históricamente se refiere específicamente a la vasta área de pastizales al oeste de las Montañas Daxingan, que ahora se distribuye principalmente en los pastizales de Hulun Buir en China y Mongolia Oriental. 
En esta zona habita el pueblo de Barag (nombre más antiguo mongol) que son un subgrupo de mongoles nómadas que dio su nombre a la región del Baikal, que vendría a significar "el fin de la tierra", según la concepción de los mongoles de los siglos XIII y XIV.

## Historia
Durante el gobierno del emperador Kangxi muchos mongoles emigraron al este y sur del Baikal, mientras otros se incorporan en su mayoría en la zona de Buteha. En 1732, el gobierno Qing con el fin de reforzar la defensa de la región del lago Hulun incluye a los Soren (ahora Evenki) mientras los soldados mongoles y sus familias se desplazan a las zonas de pastoreo en Hulun. 
En 1734, el gobierno Qing ofrece unir a 2400 mongoles barag en dos nuevos territorios. La primera llegada de mongoles la llama Antigua Barag (陈巴尔虎) y la segunda la llamó Nueva Barag (新巴尔虎). La tribu Barag fue trasladada a Hulunbuir para pastoreo, y los aptos para soldados fueron reclutados. Las divisiones en nueva Barag fueron organizadas en izquierda y derecha. Ya en 1948, se estableció la Bandera Nueva Barag derecha y en 1997 el era de 25 102 kilómetros cuadrados con una población de 32 000 habitantes, de los cuales la población de Mongolia representaba el 79%.